# Abbey Lee
Abbey Lee Kershaw ismertebb nevén: Abbey Lee (Melbourne, 1987. június 12. –) ausztrál modell, színész.

## Élete
Karrierje akkor kezdődött, amikor megnyerte a Girlfriend CoverGirl Model Search versenyt, majd ausztráliai Sydney-be költözött, ahol először egy pékségben dolgozott. Majd néhány hét múlva szerződést kapott a Chic Management-től.

## Fordítás
- Ez a szócikk részben vagy egészben  az   Abbey Lee című angol Wikipédia-szócikk fordításán alapul.  Az eredeti cikk szerkesztőit annak laptörténete sorolja fel. Ez a jelzés csupán a megfogalmazás eredetét és a szerzői jogokat jelzi, nem szolgál a cikkben szereplő információk forrásmegjelöléseként.